# Dalian Airlines
Dalian Airlines Co Ltd es una aerolínea con sede en Dalian, Liaoning, China, su base principal es el Aeropuerto Internacional de Dalian-Zhoushuizi. Es de propiedad conjunta entre Air China, que invirtió 800 millones de RMB en efectivo para mantener una participación del 80% en la nueva compañía, y Dalian Baoshui Zhengtong Co, que invirtió 200 millones de RMB para los restantes 20%. Dalian Airlines ofrece servicios tanto de pasajeros como de carga. La aerolínea inició sus operaciones el 31 de diciembre de 2011.

## Historia
El 5 de julio de 2011, el CAAC, el regulador de aviación civil en China, le concedió el permiso a Air China y Dalian Baoshui Zhengtong Co para establecer Dalian Airlines Co Ltd. Esto se desprendió de un acuerdo alcanzado entre Air China y el gobierno de Dalian en 2010.
El gobierno de Dalian había cerrado un acuerdo similar con HNA Group, matriz de Hainan Airlines, anteriormente. Sin embargo, debido a un desacuerdo entre las dos partes, el acuerdo fue abandonado después, abriendo la puerta a Air China.
La aerolínea lanzó las operaciones comerciales el 31 de diciembre de 2011, su primer vuelo fue de Dalian a Shenzhen.

## Destinos
La aerolínea servirá una red de rutas nacionales desde su centro de operaciones en Dalian a todas las capitales provinciales de China, las ciudades costeras y destinos turísticos. A nivel internacional, Dalian Airlines espera operar vuelos a Japón y Corea del Sur.
Las rutas actuales se muestran a continuación (junio de 2012):
- Pekín, Aeropuerto Internacional de Pekín-Capital
- Dalian, Aeropuerto Internacional de Dalian-Zhoushuizi Hub
- Hangzhou, Aeropuerto Internacional de Hangzhou-Xiaoshan
- Shenzhen, Aeropuerto Internacional de Shenzhen-Bao'an
- Xi'an, Aeropuerto Internacional de Xi'an-Xianyang

## Flota
En agosto de 2024, Dalian Airlines opera algunas aeronaves arrendadas de su empresa matriz, Air China.
La flota de la aerolínea posee a agosto de 2024 una edad media de 10,9 años.